# Redfern

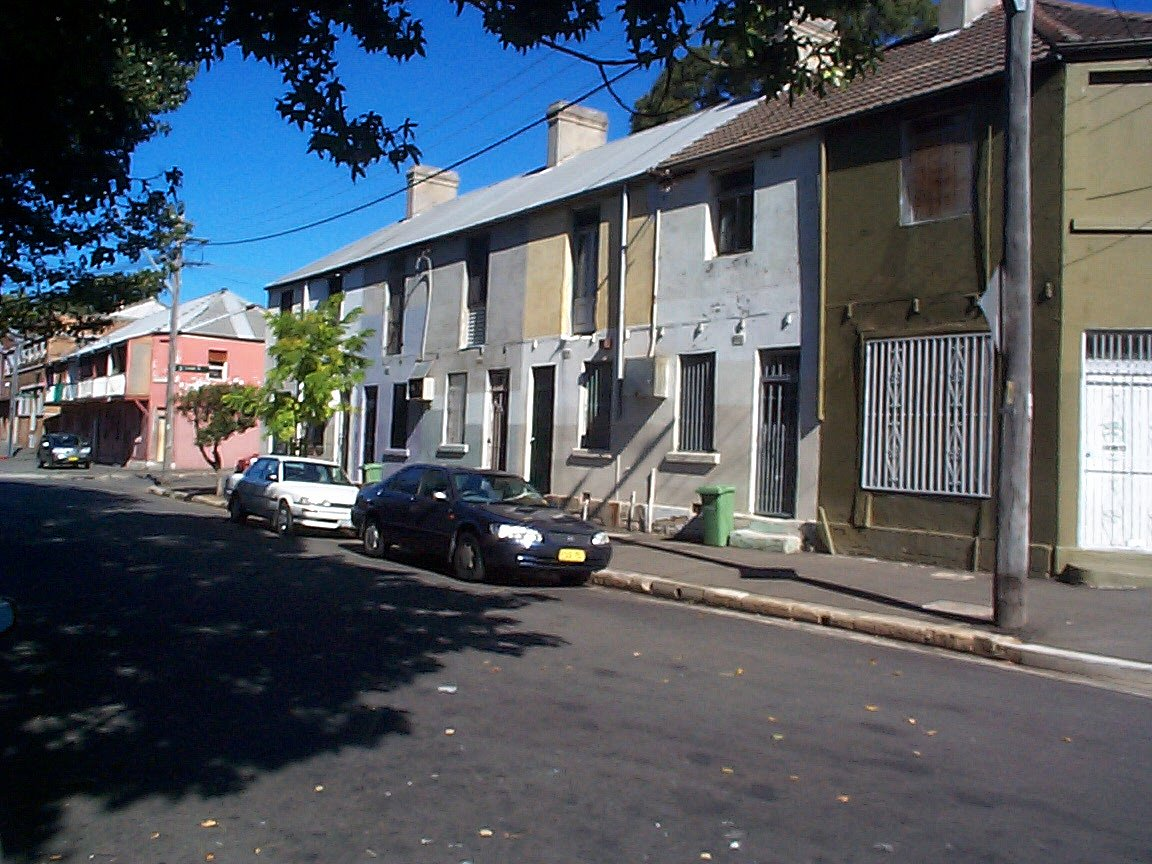
Typisches Straßenbild von Redfern

Redfern ist ein Stadtteil von Sydney im Bundesstaat New South Wales, Australien. Er liegt drei Kilometer südlich von Sydneys Geschäftsviertel, der Innenstadt. Angrenzende Stadtteile von Redfern sind Chippendale, Surry Hills, Waterloo und Alexandria.

## Soziales
Der Stadtteil war lange industriell geprägt. Durch die Entindustrialisierung sind einige Teile Redferns slumähnlich heruntergekommen. Die Arbeitslosigkeit ist im Jahr 2021 mit 5,8 % statistisch erfasst.
Redfern hat den Ruf, ein Drogenumschlagplatz zu sein, die Kriminalität ist hoch. In der offiziellen Darstellung wird Redfern als das „Herz“ der Aborigine-Gemeinschaft Sydneys bezeichnet.

## Geschichte
Redfern ist nach dem Chirurgen William Redfern benannt, dem 1817 von Gouverneur Lachlan Macquarie 100 Morgen Land (0,40 km²) zur Verfügung gestellt wurden.
Das Redfern Post Office wurde 1892 eröffnet. Redfern ist geprägt von den zahlreichen Immigranten, die nach Australien auswanderten und dort häufig ihre erste Heimat fanden. 
2004 machte der Stadtteil Schlagzeilen, da es nach dem Unfalltod des 17-jährigen Thomas Hickey zu Straßenkämpfen zwischen der Polizei und Anwohnern Redferns, hauptsächlich Aborigines, kam. Angehörige des Teenagers warfen der Polizei vor, Hickey verfolgt zu haben, wobei dieser mit seinem Fahrrad in einen Zaun fuhr und ums Leben kam. Ermittlungen fanden heraus, dass die entsprechenden Polizisten – obwohl sie den Jungen verfolgt hatten – nicht für dessen Tod verantwortlich sind.

## Bevölkerung
Nach der Volkszählung des Australian Bureau of Statistics (ABS) von 2021 leben in Redfern 13.072 Personen. Davon sind 54,5 % Männer und 45,5 % Frauen. In Redfern leben 417 Aborigines, was eine Prozentzahl von 3,2 % ausmacht.

## Persönlichkeiten
- Sydney Callaway (1868–1923), Cricketspieler
- Joseph Cahill (1891–1959), Gewerkschaftsfunktionär und Politiker